# Luis Barra Pacheco
Luis Beltrán Barra Pacheco (Abancay, 7 de mayo de 1953) es un médico, cirujano, abogado y político peruano. Fue el primer presidente del Gobierno Regional de Apurímac, elegido durante las elecciones regionales del año 2002 para el periodo 2003-2006 y posteriormente vacado del cargo en el año 2004 tras ser denunciado por el delito de lesiones graves. Fue también alcalde de la provincia de Abancay en 2 ocasiones.

## Biografía
Luis Barra nació en la ciudad de Abancay, ubicado en el departamento de Apurímac en Perú, el 7 de mayo de 1953. Es hijo de Víctor Raúl Barra Pinares y de Marina Pacheco Tamayo.
Cursó sus estudios primarios en su ciudad natal y los secundarios en el Colegio Nacional de Ciencias y Artes del Cuzco. Luego se mudó a la ciudad de Ica e ingresó a la Universidad Nacional San Luis Gonzaga, estudiando la carrera de Medicina y titulándose en el año 1980. En el año 2010 obtuvo la especialidad en Cirugía por la Universidad Nacional Federico Villarreal, así como el grado de bachiller en Derecho por la Universidad Tecnológica de los Andes. Finalmente, el 2012 obtuvo el grado de magíster en Gestión Educativa por la Universidad César Vallejo, sede Abancay.
Como médico, laboró en el Hospital Guillermo Díaz de la Vega en la zona de Cirugía y como director. Fue también docente universitario en la Universidad Tecnológica de los Andes.

## Carrera política

### Alcalde de Abancay
En la política, Luis Barra se inicia como miembro de Izquierda Unida y participó en las elecciones municipales del año 1983 como candidato de la alcaldía municipal de la provincia de Abancay, siendo elegido como alcaldía provincial para el periodo 1984-1986. Luego de culminar su gestión municipal, decidió postular como regidor de Abancay por el Frente de Izquierda Revolucionaria de Apurímac en las elecciones de 1986 y tuvo éxito. 
En 1993, Luis Barra volvió a ser elegido como alcaldía de Abancay para el periodo 1994-1996 y reelegido en las elecciones de 1995 por una lista independiente. Ese mismo año se integró a Unión por el Perú, partido político fundado por Javier Pérez de Cuéllar, y postuló sin éxito al Congreso de la República. Volvió a postular en las elecciones del año 2001.

### Presidente Regional de Apurímac
En las elecciones regionales del año 2002, Luis Barra se presentó como candidato de Unión por el Perú a la presidencia del Gobierno Regional de Apurímac, compitiendo contra el candidato David Salazar Morote del Frente Popular Llapanchik. Finalizando los comicios, Luis Barra fue elegido como presidente del Gobierno Regional de Apurímac, siendo el primer gobernador regional apurimeño en la historia del Perú, y fue juramentado para el periodo 2003-2006.
Durante su gestión como gobernador, se creó el Consejo Regional de Salud de Apurimac, inaugurado por el entonces ministro Álvaro Vidal Rivadeneyra. Colaboró también con el gobierno del presidente Alejandro Toledo en la lucha contra Sendero Luminoso en las provincias.

#### Vacancia del cargo
El 19 de abril del 2004, Luis Barra fue vacado de la presidencia del Gobierno Regional de Apurímac por el Consejo Regional y luego confirmada por el Jurado Nacional de Elecciones el 24 de septiembre del mismo año. La vacancia se dio debido a la condena contra Barra en el año 2003 a dos años de pena privativa de la libertad suspendida por el delito de lesiones graves en contra de un colega suyo en el hospital Guillermo Díaz de Abancay. Tras su vacancia, el cargo de la presidencia del Gobierno Regional de Apurímac fue asumido Rosa Suárez Aliaga, vicepresidenta electa en el año 2002 y la primera mujer en asumir dicho cargo para continuar el periodo 2003-2006.

### Regreso a la política
Luego de ser vacado, Luis Barra volvió a la política como miembro de Alianza para el Progreso, partido político fundado por César Acuña. Postuló sin éxito al Congreso de la República y a la alcaldía de Abancay en 2006. Luego en las elecciones regionales del 2010, Barra volvió a postular a la presidencia de la región Apurímac, quedando en el cuarto lugar de las preferencias.
En las elecciones del 2014, volvió a postular y quedó en el sexto lugar.  Posteriormente al ser ganador el candidato Wilber Venegas Torres, Luis Barra pasó a ser colaborador de su gestión en el Gobierno Regional de Apurímac, hecho que generó polémicas debido a que anteriormente Barra era crítico de Venegas y además de su recordada gestión como gobernador.
En 2016 postuló de nuevo al Congreso como invitado de la Alianza Popular y en 2020 por el partido Somos Perú, siendo afiliado desde el 11 de septiembre del 2020.

## Controversias
Pese a haber sido sentenciado en el año 2003, Luis Barra cuenta con 32 procesos penales por los delitos de corrupción, peculado, apropiación ilícita, malversación de fondos, usurpación de funciones, abuso de autoridad, entre otros.

### Condena por homicidio
En el año 2022, Luis Barra Pacheco fue condenado a 10 de prisión por el delito de homicidio simple. Esto tras la muerte de una mujer quien fue operada por Barra por una cirugía estética. Sin embargo, se anunció que Barra se encuentra como no habido desde la lectura de sentencia emitida en primera instancia el 22 de marzo del año 2021.